# Quả giả
Quả giả trong tiếng Việt có thể mang một trong hai nghĩa sau đây:

## Thông thường
Trong đời sống thông thường thì từ quả giả dùng để chỉ sự mô phỏng quả do con người làm ra từ một số chất liệu, chẳng hạn như từ chất dẻo nhuộm màu gần giống như thật với mục đích để trang trí.

## Quả học

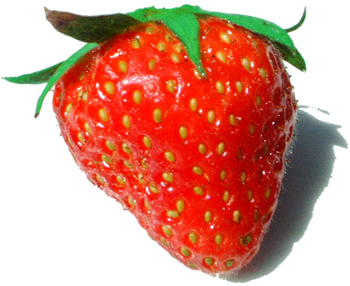
Dâu tây: các 'hạt' mới thật là quả thật sự (loại "quả bế")

Trong hình thái học thực vật hay quả học (carpology), quả giả (pseudocarp), quả sung (syconium) là một loại quả trong đó phần cùi thịt không phải phát triển lên từ bầu nhụy mà là từ một số mô cận kề.
Các ví dụ về quả giả có quả của táo tây, đào lộn hột và sung.
Quả giả cũng bao gồm cả các dạng quả mọng giả như quả của dâu tây.

## Ví dụ
Sau đây là các ví dụ về quả giả được liệt kê theo cơ quan mà từ đó mô phụ được hình thành:
- Cốc hoa: quả pome (ví dụ như táo tây và lê)
- Bao hoa: anthocarps của họ hoa giấy
- Đế hoa: vả, dâu tằm, dứa và dâu tây
- Lá đài: Gaultheria procumbens và lý

Quả có hạt mang nhiều thịt, chẳng hạn như lựu hoặc mamoncillo, không được coi là quả giả.